# International District/Chinatown (Tren Ligero de Seattle)
International District/Chinatown es una estación subterránea ubicado en el Downtown Seattle Transit Tunnel de la línea Central Link del Tren Ligero de Seattle. La estación es administrada por Sound Transit y King County Metro. La estación se encuentra localizada entre la Quinta Avenida y Jackson Street en el centro de Seattle, Washington. La estación de International District/Chinatown fue inaugurada el 15 de septiembre de 1990.

## Descripción
La estación International District/Chinatown cuenta con 2 plataformas laterales.

## Conexiones
La estación es abastecida por las siguientes conexiones: 
- King County Metro Transit.